# چارلز رینر
چارلز رینر (به انگلیسی: Charles Régnier) (زاده ۲۲ ژوئیه ۱۹۱۴-درگذشته ۱۳ سپتامبر ۲۰۰۱) بازیگر آلمانی بود.
از فیلم‌های معروف او می‌توان به بازی در شلیک در میزان سه‌چهارم، کاناریس و تودهنی اشاره کرد.